# Пчева
Пчева (рос. Пчева) — присілок у Кіриському районі Ленінградської області Російської Федерації.
Населення становить 1048 осіб. Належить до муніципального утворення Пчевське сільське поселення.

## Історія
Згідно із законом від 1 вересня 2004 року № 49-оз органом  місцевого самоврядування є Пчевське сільське поселення.

## Населення
| 2007 | 2010 | 2017  |
| ---- | ---- | ----- |
| 1112 | ↘955 | ↗1048 |